# 75 هـ
75 هـ هي سنة في التقويم الهجري امتدت مقابلةً في التقويم الميلادي بين سنتي 694 و695.

## مواليد
- القاسم بن مجاشع التميمي

## وفيات
- مجاعة بن سعر التميمي
- حريث بن محفض التميمي شاعر مخضرم.
- الأسود بن يزيد النخعي
- عبيد الله بن زياد بن ظبيان
- عطية بن الأسود
- عمير بن ضابئ
- العرباض بن سارية
- يوسف بن الحكم الثقفي